# Schattenmann (Band)/Diskografie
Diese Diskografie ist eine Übersicht über die musikalischen Werke der deutschen NDH-Band Schattenmann. Ihre erfolgreichste Veröffentlichung ist das zweite Studioalbum Epidemie, mit dem sie sich in den Top 35 der deutschen Albumcharts platzieren konnte. Charterfolge in Österreich und der Schweiz blieben bislang aus.

## Alben

### Studioalben
| Jahr | Titel Musiklabel                     | Höchstplatzierung, Gesamtwochen, AuszeichnungChartsChartplatzierungen (Jahr, Titel, Musiklabel, Platzierungen, Wochen, Auszeichnungen, Anmerkungen) | Anmerkungen                            |
| Jahr | Titel Musiklabel                     | DE | Anmerkungen                            |
| ---- | ------------------------------------ | --- | -------------------------------------- |
| 2018 | Licht an Drakkar Entertainment (SMD) | — | Erstveröffentlichung: 2. März 2018     |
| 2019 | Epidemie AFM Records (SMD)           | DE32 (1 Wo.)DE | Erstveröffentlichung: 5. Juli 2019     |
| 2021 | Chaos AFM Records (SMD)              | DE37 (1 Wo.)DE | Erstveröffentlichung: 5. November 2021 |
| 2023 | Día de muertos AFM Records (SMD)     | DE10 (1 Wo.)DE | Erstveröffentlichung: 30. Juni 2023    |

## Singles

### Als Leadmusiker
| Jahr | Titel Album                       | Anmerkungen                                                                                |
| ---- | --------------------------------- | ------------------------------------------------------------------------------------------ |
| 2017 | Licht an                          | Erstveröffentlichung: 24. November 2017                                                    |
| 2018 | Generation Sex Licht an           | Erstveröffentlichung: 17. Januar 2018                                                      |
| 2018 | Brennendes Eis Licht an           | Erstveröffentlichung: 14. Februar 2018                                                     |
| 2019 | Kopf durch die Wand Epidemie      | Erstveröffentlichung: 15. Februar 2019                                                     |
| 2019 | F.U.C.K.Y.O.U. Epidemie           | Erstveröffentlichung: 5. April 2019                                                        |
| 2019 | Ruf der Engel Epidemie            | Erstveröffentlichung: 17. Mai 2019                                                         |
| 2019 | Epidemie                          | Erstveröffentlichung: 21. Juni 2019                                                        |
| 2019 | Schwarz = Religion Epidemie       | Erstveröffentlichung: 27. September 2019                                                   |
| 2021 | Choleriker Chaos                  | Erstveröffentlichung: 23. April 2021                                                       |
| 2021 | Cosima Chaos                      | Erstveröffentlichung: 25. Juni 2021                                                        |
| 2021 | Abschaum Chaos                    | Erstveröffentlichung: 6. August 2021                                                       |
| 2021 | Spring Chaos                      | Erstveröffentlichung: 7. Oktober 2021 feat. Hannes & Vito von J.B.O.                       |
| 2022 | Menschenhasser Día de muertos     | Erstveröffentlichung: 9. Dezember 2022                                                     |
| 2023 | Hände hoch Día de muertos         | Erstveröffentlichung: 10. Februar 2023                                                     |
| 2023 | Dickpic Día de muertos            | Erstveröffentlichung: 31. März 2023 feat. Anna Lux                                         |
| 2023 | Jeder ist schlecht Día de muertos | Erstveröffentlichung: 5. Mai 2023                                                          |
| 2023 | Día de muertos                    | Erstveröffentlichung: 9. Juni 2023                                                         |
| 2023 | Komet –                           | Erstveröffentlichung: 10. November 2023 mit Tanzwut; Original: Apache 207 & Udo Lindenberg |

### Als Gastmusiker
| Jahr | Titel Album                              | Anmerkungen                                                          |
| ---- | ---------------------------------------- | -------------------------------------------------------------------- |
| 2020 | Opposites Collide (Schattenmann Remix) – | Erstveröffentlichung: 23. Juli 2020 Eisfabrik / Schattenmann         |
| 2025 | Auf die Zunge Kaltfront°!                | Erstveröffentlichung: 28. Februar 2025 Eisbrecher feat. Schattenmann |

## Musikvideos
| Jahr | Titel               | Regisseur(e)                                                        |
| ---- | ------------------- | ------------------------------------------------------------------- |
| 2017 | Licht an            | Mirko Witzki                                                        |
| 2018 | Generation Sex      |                                                                     |
| 2018 | Brennendes Eis      | Mirko Witzki                                                        |
| 2019 | Kopf durch die Wand | Coldeyes Productions                                                |
| 2019 | F.U.C.K.Y.O.U.      |                                                                     |
| 2019 | Ruf der Engel       |                                                                     |
| 2019 | Epidemie            | Robert Gruss (2019, Albumversion) Robert Gruss (2020, Remixversion) |
| 2019 | Schwarz = Religion  | Coldeyes Productions                                                |
| 2021 | Choleriker          | Frank Herzig                                                        |
| 2021 | Cosima              | Schattenmann                                                        |
| 2021 | Abschaum            | Schattenmann                                                        |
| 2021 | Spring              | Robert Gruss, Schattenmann                                          |
| 2022 | Menschenhasser      | Robert Gruss                                                        |
| 2023 | Hände hoch          | Robert Gruss                                                        |
| 2023 | Dickpic             | Robert Gruss                                                        |
| 2023 | Jeder ist schlecht  | Robert Gruss                                                        |
| 2023 | Día de muertos      | Robert Gruss                                                        |
| 2023 | Komet               | Robert Gruss                                                        |
| 2025 | Auf die Zunge       | Holger Fichtner                                                     |

## Sonderveröffentlichungen

### Alben
| Jahr | Titel Musiklabel            | Anmerkungen |
| ---- | --------------------------- | --- |
| 2017 | Limited Tour EP Wet Records | Erstveröffentlichung: 2017 Verkäufe: 500 (limitiert) Vertrieb nur während der Himmelskörper-Tour von Heldmaschine |

### Lieder
| Jahr | Titel Album                    | Anmerkungen                                                       |
| ---- | ------------------------------ | ----------------------------------------------------------------- |
| 2024 | Voodoo Voodoo (Deluxe Edition) | Erstveröffentlichung: 25. Oktober 2024 Harpyie feat. Erdling      |
| 2025 | Auf die Zunge Kaltfront°!      | Erstveröffentlichung: 14. März 2025 Eisbrecher feat. Schattenmann |

| Jahr | Titel Album                                         | Anmerkungen                                                       |
| ---- | --------------------------------------------------- | ----------------------------------------------------------------- |
| 2019 | And Nothing Turns Rotationsausfall in der Eisfabrik | Erstveröffentlichung: 22. November 2019 Interpretation: Eisfabrik |
| 2020 | Opposites Collide –                                 | Erstveröffentlichung: 23. Juli 2020 Interpretation: Eisfabrik     |

## Statistik

### Chartauswertung
|                     | DE    |
| ------------------- | ----- |
| Nummer-eins-Alben   | DE—DE |
| Top-10-Alben        | DE1DE |
| Alben in den Charts | DE3DE |